# Barceló (F-115)
La fragata Barceló (F-115) es la quinta y última de las 5 fragatas de la clase Bonifaz de la Armada Española, nueva generación de fragatas especializadas en ASW y encargadas de sustituir a las fragatas clase Santa María a partir de 2026. La autorización para la construcción de las 5 fragatas F-110 se produjo en marzo de 2019. Está previsto que la Barceló entre en servicio en 2032.
Su nombre recuerda al marino mallorquín Antoni Barceló (1717-1797), teniente general de la Armada Española en el siglo XVIII.

### Desarrollos relacionados
- Bonifaz (F-111)
- Roger de Lauria (F-112)
- Menéndez de Avilés (F-113)
- Luis de Córdova (F-114)

### Secuencias de designación
Clase Júpiter→Clase Eolo→Clase Pizarro→Clase Descubierta→Clase Baleares→Clase Santa María→Clase Álvaro de Bazán→Clase F-110→Clase F-120

### Listas relacionadas
Fragatas con motor de la Armada Española